# Ваке-парк
Ваке́-парк (груз. ვაკის პარკი) — городской парк Тбилиси, расположенный между проспектом Чавчавадзе, улицей Мишвеладзе и подъёмом Нино Цхведадзе. Название «Ваке» также носит и район города Тбилиси, где находится парк.

## История
«Ваке» в переводе с грузинского — «равнина», и парк действительно находится на равнинной местности.
Был открыт в 1946 году на территории бывшего пустыря. По проекту архитектора К. Дгебуадзе и дендролога Н. Цицишвили была проведена большая работа по осушению и планировке территории (с применением взрывных работ), созданию почвенного покрова, были высажены сотни тысяч хвойных, лиственных, плодовых деревьев (удачный опыт массовой пересадки взрослых экземпляров) и кустарников. Создание парка стало крупнейшим озеленительным проектом Тбилиси.
Центральная часть парка имеет регулярную планировку, окраинная представляет собой дендропарк. От проспекта Чавчавадзе, возвышающегося над парком на 7 м, в парк ведет монументальная лестница с каскадом фонтанов (авторы фонтанов В. Абрамишвили, Н. Джобадзе). Композиция строится на оси, сильно акцентированной в пространстве парка, и системе лучевых дорожек. Автор скульптур — И. Патаридзе. Построены кинотеатр, ресторан, парковые павильоны. В 1956 году по проекту К. Дгебуадзе построен стадион «Буревестник» на 25 000 зрителей (назывался также «Локомотив», ныне носит имя известного советского футболиста Михаила Месхи).
В советское время назывался парком Победы. Здесь был создан комплекс мемориала Славы с 28-метровой статуей Победы (1981, архитекторы В. Алекси-Месхишвили, К. Нахуцришвили, скульптор Г. Очиаури).
В окрестностях парка на одной из вершин Триалетского хребта расположено Черепашье озеро. От проспекта Чавчавадзе к озеру устроена воздушно-канатная дорога. Черепашье озеро популярно среди туристов и местного населения для прогулок и купания в летнее время. Недалеко от озера находятся развалины охранной башни.

## Достопримечательности
- Тбилисский этнографический музей